# Какегава
Какегава (яп. 掛川市 Какэгава-си) — город в Японии, находящийся в префектуре Сидзуока. Площадь города составляет 265,63 км², население — 114 263 человека (1 августа 2014), плотность населения — 430,16 чел./км².

## Географическое положение
Город расположен на острове Хонсю в префектуре Сидзуока региона Тюбу. С ним граничат города Фукурои, Симада, Кикугава, Омаэдзаки и посёлок Мори.

## Население
Население города составляет 114 263 человека (1 августа 2014), а плотность — 430,16 чел./км². Изменение численности населения с 1980 по 2005 годы:
| 1980 | 94 398 чел.  |  |
| 1985 | 99 974 чел.  |  |
| 1990 | 105 030 чел. |  |
| 1995 | 109 978 чел. |  |
| 2000 | 114 328 чел. |  |
| 2005 | 117 857 чел. |  |

## Символика
Деревом города считается Osmanthus fragrans, цветком — Platycodon grandiflorus, птицей — Cettia diphone.

## Известные уроженцы
- Ёсиока, Яёи (1871—1959) — японский врач, педагог, активистка за права женщин.